# Гарднеровский переулок
Га́рднеровский переу́лок — улица в центре Москвы в Басманном районе между Большим Демидовским переулком и Бауманской улицей.

## Происхождение названия
Название дано в XVIII веке по фамилии домовладельца — обрусевшего англичанина Френсиса Гарднера, владельца первой в России фарфоровой фабрики. Более ранние названия — Корниловский переулок, Волков переулок, по фамилиям домовладельцев. В XIX веке значился на планах Москвы также Голландским и Реформатским — по голландской реформатской церкви в бывшей Немецкой слободе, но эти названия не закрепились.

## Описание
Гарднеровский переулок начинается от Большого Демидовского, проходит на восток параллельно Денисовскому и выходит на Бауманскую улицу.